# Elisa Valero
Elisa Valero Ramos (Ciudad Real, 1971) es una arquitecta y profesora española, catedrática de Proyectos Arquitectónicos en la ETSAG (Escuela Técnica Superior de Arquitectura) de Granada.

## Estudios
Realizó sus estudios de arquitectura en la ETSAVa (Escuela Técnica Superior de Arquitectura de Valladolid), donde se graduó en 1996 con Premio Extraordinario de Fin de carrera; en la misma universidad obtuvo el premio al mejor expediente académico del curso 1995-96. En el año 2000 se doctoró en Arquitectura por la UGR (Universidad de Granada). Posteriormente fue becaria de la Academia de España en Roma en 2003. 

## Carrera profesional

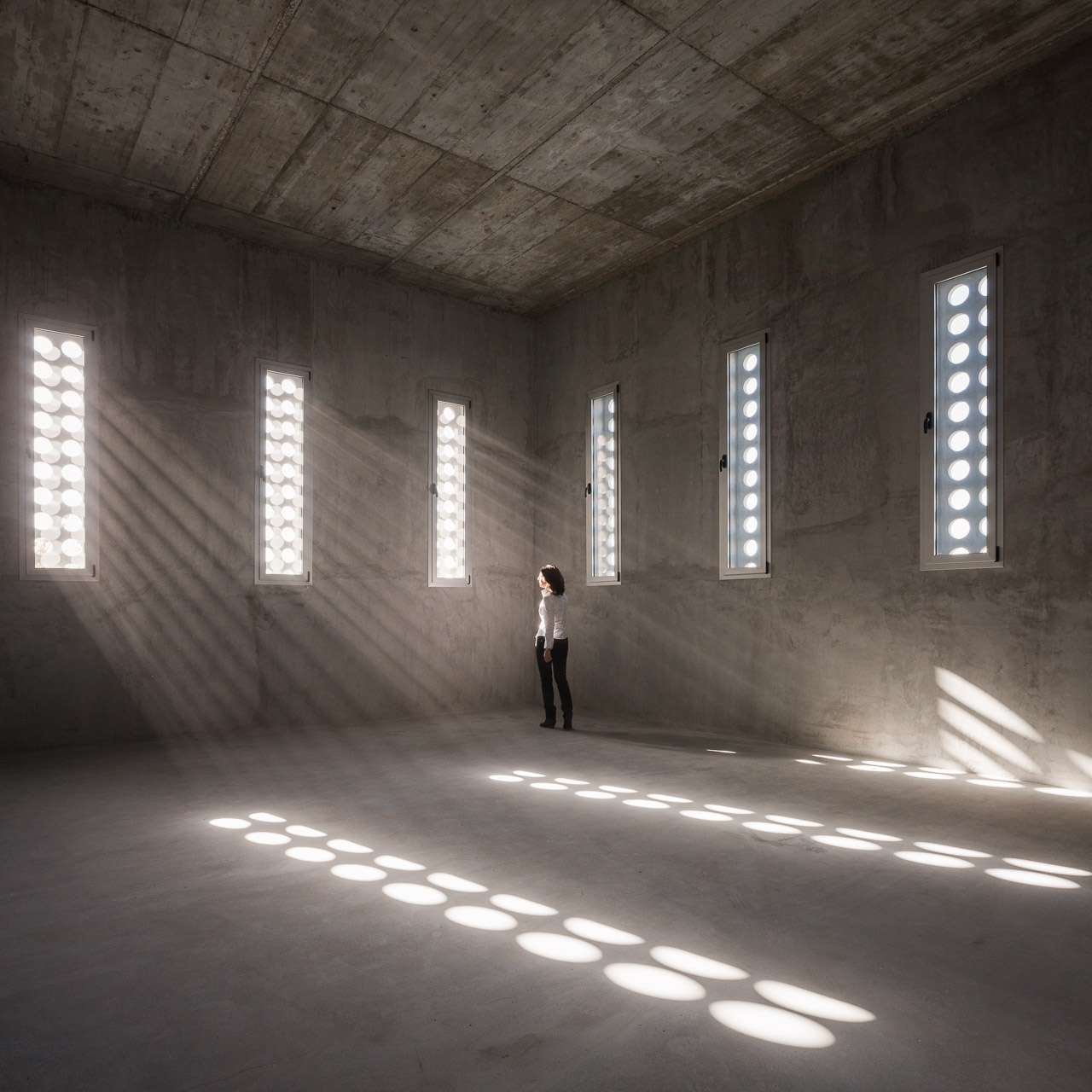
Ampliación en el Colegio Cerrillo en Maracena. Granada.

En 1996 se trasladó a México para impartir clase en la UNAM (Universidad Nacional Autónoma de México); su primera obra fue aquí, la rehabilitación del restaurante Los Manantiales del arquitecto Félix Candela.
En el año 1997 establece su propio estudio en Granada, donde trabaja actualmente.
Desde 2012 es catedrática en el área de Proyectos Arquitectónicos en la ETSA de Granada, convirtiéndose en la tercera mujer catedrática de Proyectos Arquitectónicos de la historia de España. En la misma universidad, dirige el grupo de investigación RNM909 "Vivienda Eficiente y Reciclaje Urbano"; ha llevado a cabo varios proyectos vinculados al reciclaje arquitectónico y la sostenibilidad, investigando en nuevos sistemas constructivos de bajo coste y baja energía.  
Otras líneas de investigación que desarrolla versan sobre la luz en la arquitectura y la arquitectura para niños, especialmente en hospitales pediátricos. Trabaja con la Fundación Aladina desde 2012.
Ha dirigido diversas tesis doctorales y proyectos de investigación y ha sido autora de casi 200 artículos científicos, incluyendo ponencias en congresos, capítulos de libros y artículos en revistas científicas.
Es profesora invitada en la Accademia di Architettura di Mendrisio.

## Principales publicaciones
- Housing, Melfi Libria, 2018.[12]

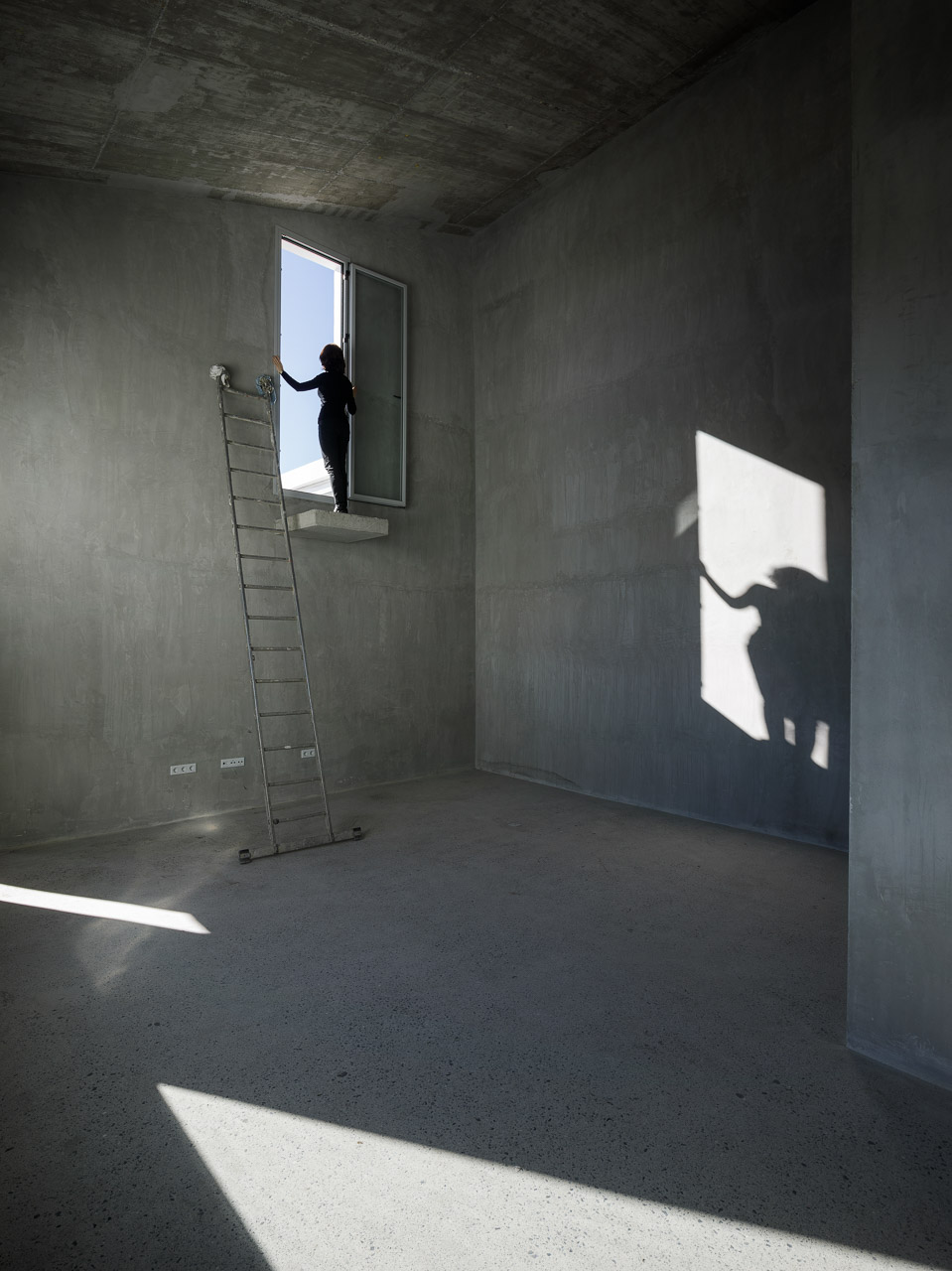
Viviendas experimentales en el Realejo. Granada

- Light in Architecture: The Intangible Material, Londres, RIBA publishing,[13] 2015.[14]
- Glosario de reciclaje urbano, General de Ediciones de Arquitectura, 2014.[15]
- Diccionario de la luz, General de Ediciones de Arquitectura, 2012.[16]
- La materia intangible, reflexiones sobre la luz en el proyecto de arquitectura, General de Ediciones de Arquitectura, 2009.[17]
- Elisa Valero arquitectura 1998-2008. Monografía de obra propia, General de Ediciones de Arquitectura, 2009.[18]
- La Universidad laboral de Almería, Colegio Oficial de Arquitectos de Andalucía Oriental, 2008.[19][20]
- Ocio peligroso, introducción al proyecto de arquitectura, General de Ediciones de Arquitectura, 2006.[21]

## Arquitecturas relevantes

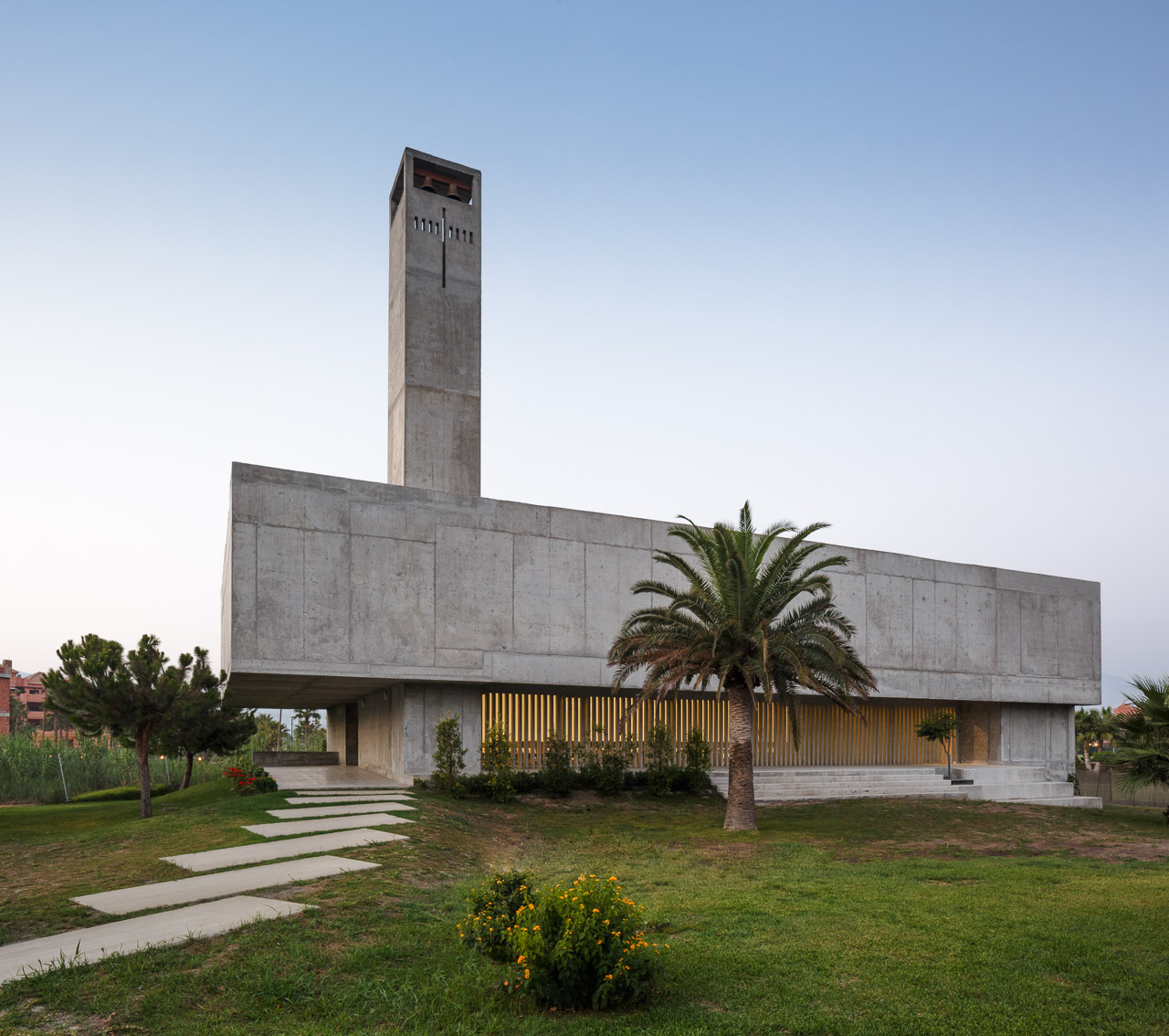
Iglesia de Santa Josefina Bakhita en Playa Granada. Motril, Granada.

- Nueva sala de padres y reforma del Patio de los Valientes, Hospital Virgen del Rocío, Sevilla, 2019.[22][23]
- 8 viviendas experimentales en la Calle Huertos de San Cecilio, Granada, 2018.[24][25][26]
- Iglesia de Santa Josefina Bakhita, en Playa Granada, Motril, 2016.[27]
- Escuela infantil Asunción Linares en el barrio del Serrallo, Granada, 2011.[28]
- Galería de arte Plácido Arango, Madrid, 2008.[29]
- Centro social polivalente en Lancha del Genil, Granada, 2006.[30][31]
- 13 viviendas autoconstruidas en Palenciana, Córdoba, 2003.[32]
- Casa San Isidro, vivienda bioclimática en el casco histórico de Granada, 2003.[33]

## Premios y distinciones
Ha recibido diferentes premios y menciones en concursos de ideas de arquitectura y de obra hecha, de los cuales destacan la mención internacional en el Prix des femmes architectes 2019, el Swiss Architectural Award 2017-2018 y la mención especial en el arcVision Prize 2016. Otros premios son:
- Mención en la categoría "Arquitectura" en los premios Cerámica ASCER (2019), por el Patio de los Valientes y la nueva sala de padres, Hospital Virgen del Rocío, Sevilla.[23]
- Primer Premio en la categoría "Rehabilitación" en los premios Arquitectura de Teja (2018) organizados por HISPALYT, por la rehabilitación de la Sala de exposiciones del Convento de Santo Domingo, Huéscar. En colaboración con Antonio Jiménez Torrecillas.[39]
- Finalista en los premios FAD (2012), por la Escuela infantil Asunción Linares, Granada.[40]
- Primer Premio “Abitare il Mediterraneo” (2011) organizado por el Consejo Regional de los Arquitectos de Sicilia, en colaboración con la UMAR (Unión de Arquitectos del Mediterráneo), bajo el patrocinio del CNAPPC (Consejo Nacional de Arquitectos, Urbanistas, Paisajistas y Restauradores de Italia).[41]
- Finalista IX Bienal de Arquitectura Española (2006), por el Centro Social Polivalente en Lancha del Genil, Granada.[42]
- Mención en la categoría "Obra construida" en el Concurso Residencia Singular (2004) convocado por el Consejo Superior de Colegios de Arquitectos (CSCA) de España, por la Casa San Isidro, Granada.
- Tercer Premio en la categoría "Obra construida" en el Concurso de Ideas sobre Vivienda Social: Categoría Viviendas proyectadas (2004) convocado por el CSCA de España, por 13 viviendas autoconstruidas en Palenciana.
- Segundo Premio en el Concurso Internacional de ideas para adecuación de los Accesos de la Alhambra (1999). En colaboración con F. del Corral. I. Fdez Sánchez Aragón, B. Reinoso y A. Bermejo.